# Chrysodium maracaybense
Chrysodium maracaybense là một loài dương xỉ trong họ Pteridaceae. Loài này được H.Karst. mô tả khoa học đầu tiên năm 1860.
Danh pháp khoa học của loài này chưa được làm sáng tỏ. 